# Haluk Yildiz

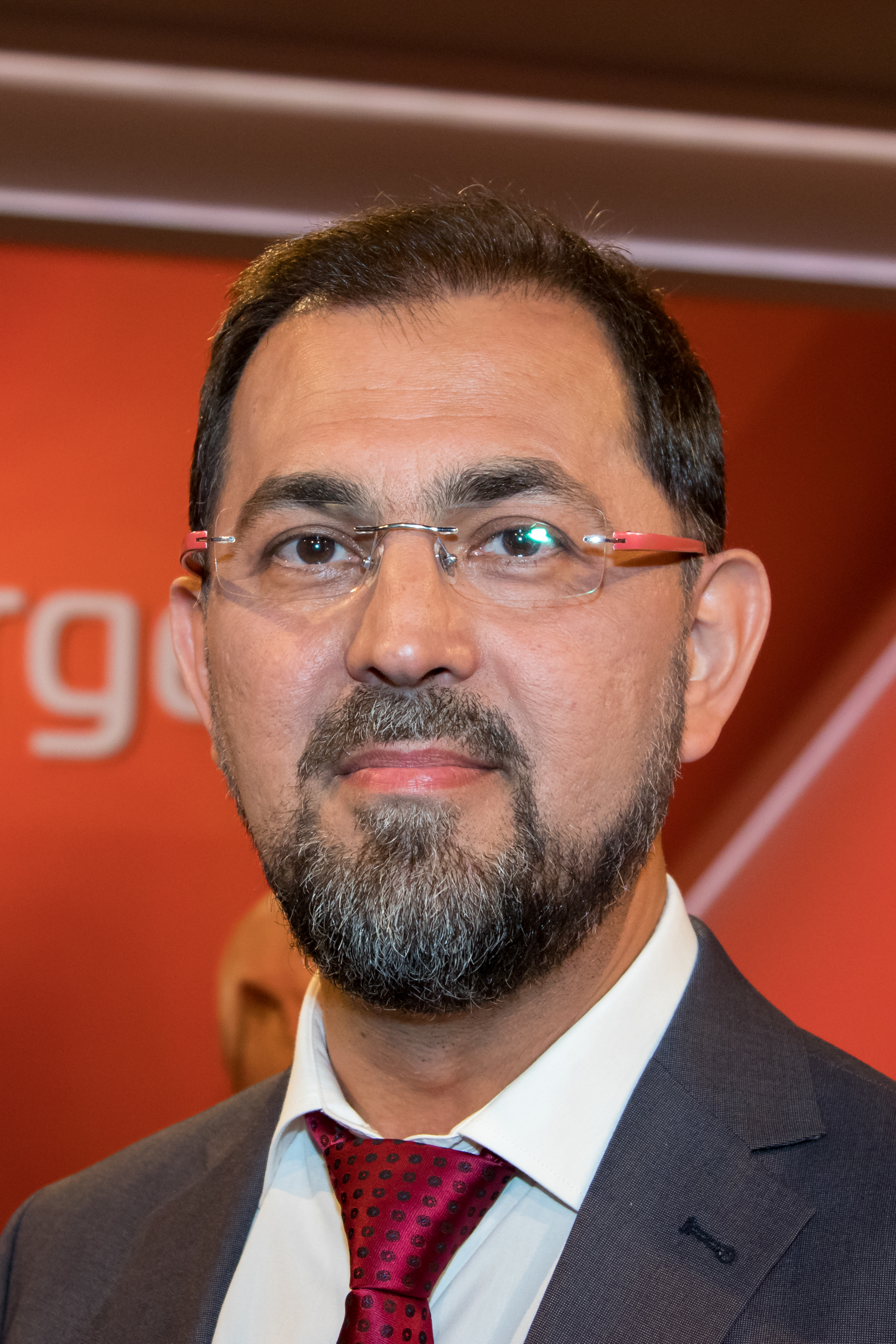
Haluk Yildiz (2017) in der Fernsehsendung Maischberger

Haluk Yildiz, auch Haluk Yıldız (* 1968 in Muş, Türkei) ist ein deutscher Politiker. Er ist Bundesvorsitzender der Kleinpartei Bündnis für Innovation und Gerechtigkeit (BIG) und hat seit 2009 ein Mandat im Bonner Stadtrat. Zuvor hatte er 2001 die Islamische Hochschulvereinigung Bonn und 2006 den Rat der Muslime in Bonn mitbegründet.

## Leben
Yildiz wuchs in der Türkei auf und besuchte dort ein Internat, während seine Eltern als Ärzte für einige Jahre nach Deutschland gingen. Die damalige religiöse Ausrichtung der Familie beschreibt Yildiz als „halb praktizierend“ oder „Kultur-Moslem“, erst in Deutschland wurde er selbst zum praktizierenden Muslim. Er erwarb in der Türkei die Hochschulreife und absolvierte in Istanbul ein Lehramtsstudium in Deutsch. Bei seiner Nebentätigkeit als Reiseleiter lernte Yildiz 1989 seine spätere Frau, eine Bonner Journalistin, kennen. 1990 reiste er mit Visum nach Ost-Berlin, handelte mit Maschinen und Textilien und charterte Flugzeuge. Er studierte Betriebswirtschaftslehre und lebt seit 1993 mit seiner Frau in Bonn. 1997 erhielt er die deutsche Staatsbürgerschaft und schrieb sich an der Universität Bonn für die Fächer Vergleichende Religionswissenschaft, Philosophie und Islamwissenschaft ein. Als sein großes Vorbild bezeichnet Yildiz den türkischen Theologen Said Nursi, der auch in Deutschland engagierte Anhänger hat, die Nurculuk. Yildiz ist laut BIG-Website neben seinem politischen Engagement auch seit Mitte der 1990er Jahre als Unternehmensberater mit dem Schwerpunkt Strategiemanagement tätig.

## Islamische Hochschulvereinigung Bonn (IHV Bonn, 2001)
Anfang 2001 gründete Yildiz mit anderen an der Universität Bonn die Islamische Hochschulvereinigung (IHV Bonn), die jedoch nach den Anschlägen vom 11. September 2001 anfänglich erst wenig religiöse Aktivitäten entfaltete. Vorsitzender der IHV Bonn war Yildiz. Gegen anfängliche Widerstände der Uni Bonn richtete die IHV Bonn regelmäßige öffentliche Gebete im Flur vor Hörsaal I ein, das einzige deutsche Freitagsgebet der Stadt. Im Jahr 2009 gab es bei der IHV Bonn 40 aktive Mitglieder, die Vorträge, Veranstaltungen und das jährliche Fastenbrechen nach Ramadan in der Mensa organisieren.

## Rat der Muslime in Bonn (2006)
Im August / September 2006 wurde auf Yildiz Engagement hin der „Rat der Muslime in Bonn“ gegründet, dessen Sprecher Yildiz wurde.
Die Gründung fand in den Räumen des Muslimischen Sozialen Bundes (MSB) statt, dessen Vorsitzender Hassan Özdogan ein ehemaliges Millî-Görüş-Vorstandsmitglied ist.
Der Rat versteht sich als eine auf regelmäßigen Treffen basierende Plattform, die gebildet wird aus neun Moscheen – darunter fünf arabische, drei türkische und eine bosnische –, der Deutschen Muslim-Liga Bonn von Bashir Ahmad Dultz, der Islamischen Hochschulvereinigung Bonn und dem Muslimische Sozialbund. Der Rat sei jedoch kein neuer Verein, sondern habe nur einen Sprecher und dessen Stellvertreter, der nach außen gemeinsam formulierte Beschlüsse kommuniziere.
Die bei der Gründungsveranstaltung gestellte Frage nach der Mitgliedschaft zweier vom Verfassungsschutz beobachteten Moscheevereine beantwortete ein Rechtsbeistand mit der Erklärung, dass es wichtig sei, auch schwierige Moscheegemeinden mit einzubeziehen. Auch sei die Tatsache, dass der Verfassungsschutz sie beobachte kein abschließendes Urteil über sie. Wichtig sei es, die Hintergründe zu wissen, und dieses Wissen hätten sie.
Schon 2003 hatte der Verfassungsschutz einen verstärkten Zuzug von islamischen Extremisten in die Umgebung der König-Fahd-Akademie in Bonn registriert und 2005 wurde eine fortschreitende Entwicklung zur „Islamistenhochburg“ Bonn beschrieben.
Anlass der Gründung des Rats war laut Yildiz der Karikaturenstreit.
Der Rat will sich laut Yildiz für Islamunterricht an Bonner Schulen einsetzen und unterschiedliche Fragen wie die Bekleidung im Sportunterricht, die Diskriminierung am Arbeitsplatz oder die Stellung der Frau im Islam thematisieren.
Ein wichtiges Projekt ist die Unterstützung der Al-Muhajirin-Gemeinde, die am liebsten in Neu-Tannenbusch eine neue Moschee für etwa 800 Muslime sowie ein Kulturzentrum mit Schulungsräumen und Jugendtreff bauen möchte, deren Bauantrag jedoch im März 2007 abgelehnte wurde wegen Befürchtungen, die Moschee könne die „unbestritten vorhandene Ghettobildung“ verstärken.
Im Dezember 2007 warf Yildiz als Sprecher des Rats der Muslime der Stadtverwaltung in Sachen Moscheeneubau vor, einen offenen, fairen Dialog zu vermeiden, auch die SPD-Fraktion zeige sich nicht gesprächsbereit, vielmehr werde immer wieder vertröstet.
Zwischen Januar und September 2009 tauchten im Internet Drohvideos gegen Deutschland auf von Bekkay Harrach, einem in Bonn aufgewachsenen Islamisten, der 2006 namentlich zu einer Demonstration gegen die Mohammed-Karikaturen in Bonn aufgerufen hatte und in verschiedenen Bonner Moscheen verkehrt haben soll, in der Al-Muhajirin-Moschee, der Bonn-Beueler Al-Muhssin-Moschee und in der Ar-Rahma-Moschee in Pennenfeld war Harrach sogar stellvertretender Vorsitzender des Moscheevereins von März 2006 bis März 2007.
Daraufhin veröffentlichte der Rat der Muslime in Bonn am 23. September 2009 eine Erklärung, der zufolge die in Deutschland lebenden Muslime „allzu leicht unter Generalverdacht gestellt und als potentielle Täter betrachtet“ würden. „Jeden, der die Anwendung von Gewalt gegen dieses Land androht und plant fordern wir zur Einkehr und Umkehr auf, insbesondere dann, wenn unsere Religion hierdurch in Verruf gerät. Bedenkt, dass jedwede Gewalttätigkeit in diesem Land zu erneuten Sicherheitspaketen und Überwachungsmaßnahmen, zum Abbau von Grund- und Freiheitsrechten sowie zur massiven Erhöhung der Etats für Sicherheitsmaßnahmen führen wird.“ Der von den Ratsmitgliedern unterschrieben Aufruf schließt mit der cui-bono-Frage „Wem nützen diese Folgen?“
Yildiz, der Harrach schon seit 2001 kannte, schätzte ihn als „zuweilen ein Hitzkopf“ ein; dass dieser als Freiheitskämpfer für die muslimische Sache im Nahen Osten gekämpft hatte, habe man in der Moscheegemeinde hingenommen, als zweiter Vorsitzender habe Harrach „damals ohnehin praktisch keine Rolle“ gespielt.

## Bündnis für Frieden & Fairness (BFF, 2009)
Am 30. Juni 2009 gründete Yildiz das „Bündnis für Frieden & Fairness“ (BFF), und dieses stellte sich am 19. August 2009 in einer Pressekonferenz vor. Das BFF entstand aus den gewachsenen Strukturen des Rats der Muslime in Bonn. BFF-Vorsitzender wurde Yildiz, der zweite Vorsitzende Baasem Jürgen Kannich. Im Vorfeld der Bonner Kommunalwahlen am 30. August 2009 hatte Yildiz die Rechnung aufgemacht, dass in Bonn rund 30.000 Muslime leben, von denen etwa 7000 wahlberechtigt seien, „Wenn uns nur ein Teil davon ihre Stimme gibt, kommen wir sicher in den Stadtrat“, so Yildiz. In Bonner Moscheen wurde zur Wahl des BFF aufgerufen.
Das BFF erhielt aufgrund von 2.732 Stimmen (2,1 Prozent) zwei Mandate im Bonner Stadtrat. Den zweiten Sitz neben Yildiz übernahm Hülya Dogan, die ebenfalls langjährig im Rat der Muslime in Bonn aktiv war und nach der Wahl erklärte, sie sei „nicht nur als Hülya Dogan im Stadtrat, sondern stellvertretend für alle Frauen mit Kopftuch“.
An der Wahl zum Bonner Integrationsrat am 7. Februar 2010 (Wahlbeteiligung knapp 8 Prozent von 33.000 Wahlberechtigten) nahm BFF mit einem neu gegründeten Ableger teil, der Liste „Bündnis für Bonn“. Dieses konnte drei Sitze für fünf Jahre im Integrationsrat erringen, unter anderen einen für den Vereinsvorsitzenden der Al-Ansar-Moschee (Acharki) und einen weiteren für ein Vorstandsmitglied der Al-Muhajirin Moschee (Azrak).
Das BFF nennt sich seit der BIG Parteigründung im März 2010 „BIG Bonn“.
Ein weiterer neuer Ableger, das „Universitäre Bündnis für Innovation und Gerechtigkeit“ (UBIG) nahm im Januar 2011 an der Wahl zum Bonner Studentenparlament teil und konnte mit 156 Stimmen einen Sitz erringen.
Der UBIG-Studentenvertreter ist auch Vorstandsvorsitzender der von Yildiz gegründeten IHV-Bonn und für BIG Bonn Beratendes Mitglied im Ausschuss für Soziales, Migration, Gesundheit und Wohnen der Stadt Bonn.

## Bündnis für Innovation und Gerechtigkeit (BIG, 2010)
Etwa zwei Monate vor der Landtagswahl in Nordrhein-Westfalen am 9. Mai 2010 wurde die Partei Bündnis für Innovation und Gerechtigkeit (BIG) gegründet durch die Fusion des BFF mit zwei regionalen Wählervereinigungen aus Köln und Gelsenkirchen. BFF nennt sich seitdem BIG Bonn.
Bundesvorsitzender und NRW Landesvorsitzender der Partei sowie BIG Spitzenkandidat für die NRW-Landtagswahl wurde Yildiz.
Als Ziele der Partei benannte er Bildungsgerechtigkeit und Integration durch kommunales Ausländerwahlrecht, erleichterte Einbürgerung und erleichterte Familienzusammenführung.
Zudem hätten „hiesige Muslime ein feines Gespür für Diskriminierung, weil sie selbst davon betroffen“ seien, und „diese Sensibilität“ wolle man „für die ganze Bevölkerung einbringen“.
Die Partei scheiterte an der Fünf-Prozent-Hürde und Yildiz blieb im Bonner Stadtrat. Seit den vier Stadtratssitzen in Bonn und Gelsenkirchen bei den Kommunalwahlen in Nordrhein-Westfalen 2009 konnte die BIG Partei keine weiteren Mandate erringen.

## Positionen
Mitte Januar 2011 zitierte der Bonner General-Anzeiger aus einem internen Papier des Landeskriminalamts mit dem Titel „Auswertungsprojekt Islamistische Szene Bonn“ vom ersten Halbjahr 2010. Der Bericht führte unter anderem „175 Personen als mögliche Angehörige des islamistisch-terroristischen Personenpotenzials in Bonn“ auf, darunter die durch Drohvideos bekannt gewordenen Kessenicher Brüder Chouka alias Abu Ibraheem (Yassin Chouka) und Abu Adam (Mounir Chouka) und der in Tannenbusch aufgewachsene Bekkay Harrach.
Gegenüber dem Bonner General-Anzeiger hielt Yildiz im Januar 2011 eine Aufstockung von zehn Beamten im Bereich der Bekämpfung des islamischen Extremismus beim Bonner Staatsschutz für „übertrieben“. Stattdessen solle auf die Islamisten zugegangen und der Dialog gesucht werden. Zuvor hatte er in einem Interview mit dem Express (Regional-Ausgabe Bonn) vom 21. Januar gesagt: „Wenn der Verfassungsschutz so sicher ist, dass es in Bonn potenzielle Attentäter gibt, dann soll er sie doch festnehmen“.
Am 31. März 2013, Ostersonntag, sollte in der Stadthalle Bad Godesberg eine „Benefizveranstaltung für Syrien“ stattfinden. Der General-Anzeiger Bonn recherchierte im Vorfeld, dass dabei ein Treffen von Salafisten zu erwarten war, da u. a. die einschlägig bekannte Organisation „Die wahre Religion“ mit ihrer bundesweiten Koran-Verteilaktion „Lies!“ als Sponsor in Erscheinung getreten gewesen war. Wegen einer Intervention der Bürgerbewegung pro NRW wurde seitens der Stadthalle der Mietvertrag gekündigt. In einer Pressemitteilung von BIG leugnete Yildiz die Verstrickungen zum Islamismus: „Die vagen Begründungen lassen vermuten, dass den Veranstaltern zu Unrecht eine Nähe zum Extremismus unterstellt wird.“ Selbst nach Bekanntwerden illegaler Waffenlieferungen, finanziert aus den Spendengeldern der „Benefizveranstaltungen“, an islamistische Terroristen im Syrischen Bürgerkrieg Ende November 2013 ist Yildiz der Auffassung, er müsse als „Brückenbauer“ fungieren. Eine gesellschaftliche Ächtung seiner militanten Glaubensgeschwister lehnt er ab.